# REDOC
Meilleure cryptanalyse
Biham, Shamir, Cusick, Shirriff
REDOC II et REDOC III sont des chiffrements de bloc conçus par Michael Wood de Cryptech Inc et optimisés pour une utilisation logicielle. Les deux algorithmes sont brevetés.

## REDOC II
Conçu par Wood et Cusick en 1990, il travaille sur un bloc de 80 bits avec une clé de 160 bits. Il possède 10 tours et des boîtes S qui varient selon la clé. Des masques indiquent quelle tables doivent être lues dans les différents stages du chiffrement. Cusick a trouvé une attaque sur un tour et Adi Shamir et Eli Biham ont employé la cryptanalyse différentielle en 1991 pour attaquer un tour avec 2300 chiffrements. Biham et Shamir ont également trouvé une méthode pour trouver trois masques dans un nombre de tours compris entre un et quatre, et ceci plus rapidement qu'avec une recherche exhaustive. Un prix de 5000 dollars US était offert à celui qui trouverait la meilleure attaque sur un tour de REDOC-II et 20000 dollars US pour la meilleure attaque pratique à texte clair connu. 

## REDOC III
La version suivante est plus efficace. Elle opère sur un bloc de 80 bits mais accepte des clés de taille variable (jusqu'à 20 480 bits). L'algorithme repose sur des XOR entre la clé et les octets des données, et n'utilise pas de permutations ou de substitutions. Ken Shirriff a décrit une attaque différentielle sur REDOC-III qui nécessite 220 textes clairs choisis et une complexité en mémoire de 230. 